# Jo Chiarello
Jo Chiarello, o anche Jò o Giò, pseudonimo di Maria Concetta Chiarello (Palermo, 14 maggio 1963), è una cantante italiana, particolarmente attiva negli anni ottanta e novanta.

## Biografia

### L'inizio anticonformista
Diciassettenne venne eletta Miss Teenager nel 1980, dopo Isabella Ferrari che vinse lo stesso titolo l'anno prima. Il suo primo produttore discografico fu Franco Califano, che le suggerì l'immagine di donna disinibita ed esigente, che non manca di fustigare il suo uomo quando non è soddisfatta. Ebbero questo senso le sue prime incisioni, in particolare Che brutto affare, canzone il cui testo recitava: «Io ti consideravo un super-man... ma non sei neanche un man! Scemo! Non sei nemmeno la metà di un man ... Non m'hai insegnato neanche a far l'amore Capisco adesso che non ci sai fare Parlavi bene e razzolavi male». Con questo brano partecipò al Festival di Sanremo 1981 ma venne eliminata prima della serata finale, tuttavia riuscì ad ottenere un buon successo radiofonico e di vendite.
Nello stesso periodo recitò nella commedia teatrale Non toccate Frankie & Tony per la regia di Tonino Pulci, con protagonisti Franco Califano e Antonella Steni. La canzone uscita successivamente e presentata nel 1982 a Estate Disco è intitolata In bianco il cui ritornello recitava: «Non sei stanco di una che ti manda sempre in bianco?». Il periodo successivo non portò il successo auspicato favorendo il termine della collaborazione con Califano, a causa di disaccordi sul piano musicale. La cantante cambiò così più di una casa discografica, più di un look e di uno stile musicale.
Tra il 1984 e il 1986 interpretò brani come L'ultimo metrò, Stai con me e Andiamo via scritti da autori come Marco Bonino, Valerio Liboni e Guido Guglielminetti.

### Il cambio di fine anni '80
Dopo essere passata ad uno stile più raffinato, nel 1987 partecipò ad alcune manifestazioni canore come Un disco per l'estate (Saint Vincent Estate '87), Girofestival e Cantamare con il brano Ma che bella storia d'amore, ottenendo un discreto successo anche in Francia.
Subito dopo arrivarono la vittoria tra i giovani ad Un disco per l'estate 1988 (Saint Vincent Estate '88) con Come nasce un nuovo amore e il secondo posto al Festival di Sanremo 1989, nella categoria "Nuovi", con la struggente Io e il cielo, titolo del suo primo album (Yep). Dopo la kermesse italiana partecipò alla tournée internazionale Sanremo in the World, il cui format televisivo fu curato da Gianni Minà per la Rai.

### Anni successivi

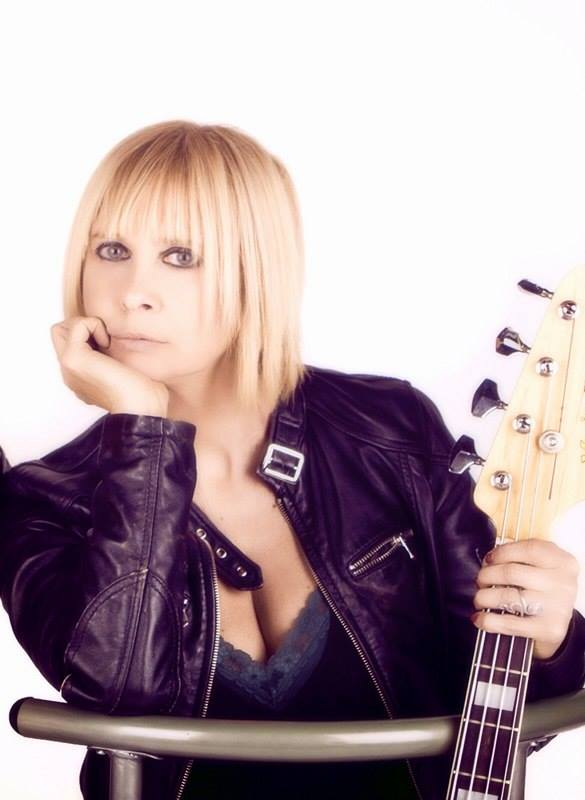
Jo Chiarello nel 2016.

Nel 1993 tornò sulle scene musicali con Prima le donne e i bambini (PKM, distribuzione Ricordi) un album che mette in risalto l'anima rock dell'artista siciliana risultando al contempo raffinato. Tra i coristi di alcune tracce del suo ultimo album di brani inediti compare Giorgia Todrani che dopo pochi mesi vinse Sanremo Giovani.
Nel 2024 reinterpretra insieme a El Talo la versione moderna del suo più grande successo discografico reintitolato Che brutto affare – Scemo.

### Vita privata
È stata sposata con il cantautore Valerio Liboni, con cui ha avuto una figlia.

## Discografia

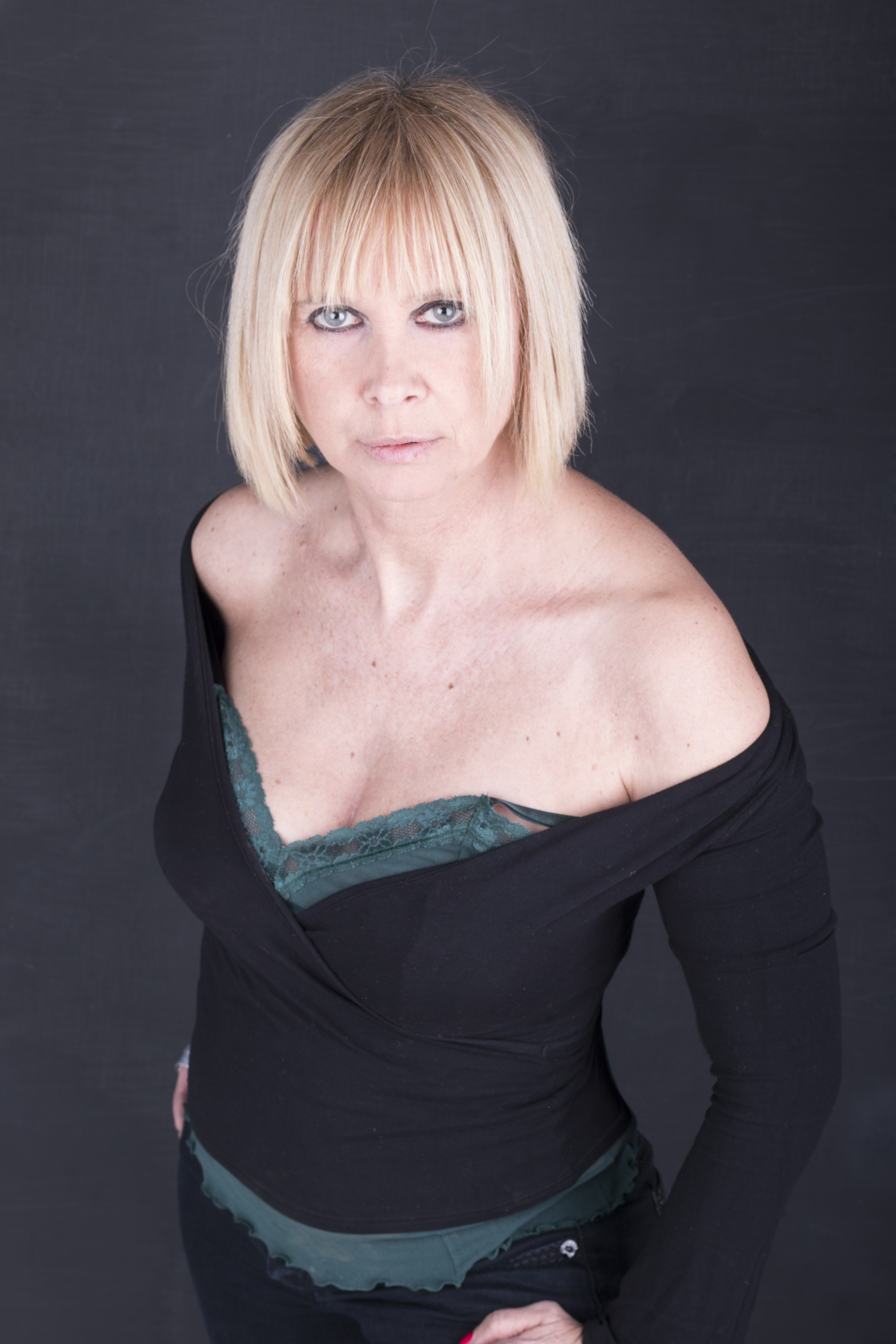
Jo Chiarello

### Album
- 1989 - Io e il cielo (Yep)
- 1993 - Prima le donne e i bambini (PKM)
- 1998 - Jo Chiarello (raccolta, D.V. More Record)

### Singoli
- 1981 - Che brutto affare / Io ti farò impazzire (Lupus, Lun 4916)
- 1982 - In bianco / Signorino (Lupus, Lun 4929)
- 1983 - Che ora sarà / E intanto stasera (Lupus, Lun 4949)
- 1984 - Lei no / L'ultimo metrò (F1 Team, 7343)
- 1985 - Ma io vi mollo e vado al mare / Stai con me (F1 Team, P 7355)
- 1986 - Over me / Over me (Instrumental Version) (Babalú Records, BBL 010; pubblicato come Chiarello)
- 1987 - Ma che bella storia d'amore / Il futuro (Pipol Records, Pnp 00668)
- 1988 -  Come nasce un nuovo amore / Poesie di un attimo (Yep, Ynp 996)
- 1989 - Io e il cielo / Come nasce un nuovo amore (Yep, Ynp 997)
- 2024 - Che brutto affare – Scemo feat. El Talo (Crisler Music)

### Altre partecipazioni
Nel 1995 ha partecipato in qualità di corista alle canzoni Dove sono le vergini e Ho paura contenute nell'album Rottura dell'omonimo gruppo musicale (BMG/AGILE 74321 26260-2).

## Partecipazioni al Festival di Sanremo
| Edizione                 | Artista      | Brano             | Autore                         | Categoria | Posizione     | Premi |
| ------------------------ | ------------ | ----------------- | ------------------------------ | --------- | ------------- | ----- |
| Festival di Sanremo 1981 | Jò Chiarello | Che brutto affare | Franco Califano, Angelo Varano | Big       | Non finalista |       |
| Festival di Sanremo 1989 | Jo Chiarello | Io e il cielo     | Eliop, Alberto Cheli           | Nuovi     | 2             |       |